# Bách thanh xám nhỏ
Bách thanh xám nhỏ (danh pháp hai phần: Lanius minor) là một loài chim thuộc Họ Bách thanh (Laniidae).. Bề ngoài nó tương tự như bách thanh xám lớn (L. excubitor) và bách thanh xám phương nam (L. meridionalis). Nó sinh sản ở đông nam châu Âu và châu Á.

## Mô tả
Loài này thích vùng đất thấp khô mở, và nổi bật trên đường dây điện thoại. Chúng hơi nhỏ hơn so với bách thanh xám lớn, và có cái trán đen và đôi cánh tương đối dài.
Loài này ăn côn trùng, chim và thằn lằn nhỏ. Giống như chim bách thanh khác, nó đậu trên cành cây nhô ra, và xiên xác chết trên gai hoặc dây thép gai là một "tủ đựng thịt".
Đây là một loài chim lang thang ít thấy ở Tây Âu, bao gồm Anh, thường là sống qua mùa xuân.

## Tham khảo

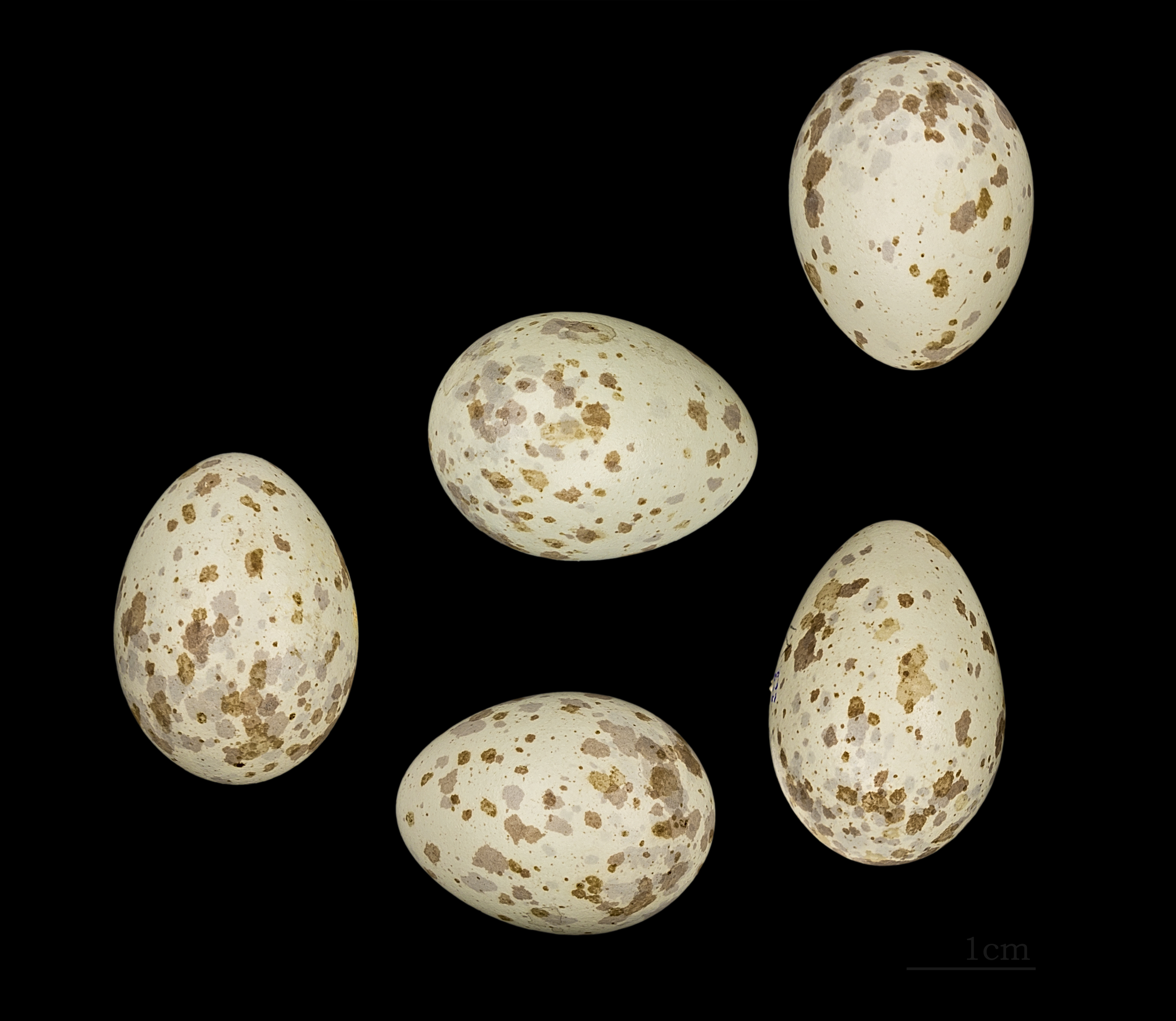
Trứng chim Lanius minor